# Fontaine de la piazza San Simeone

La fontaine de la piazzetta di San Simeone est située à Rome, sur la place homonyme, où elle a finalement été installée en 1973.

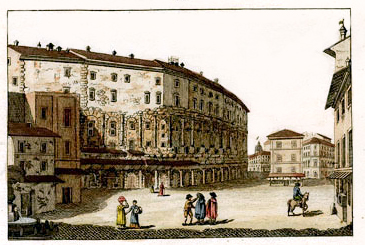
1810, Piazza Montanara: la fontaine actuellement sur la piazzetta San Simeone est visible dans son emplacement d'origine, dans le coin à gauche sur la photo, en face du Teatro di Marcello

## L'histoire

### Les origines
L'origine de la fontaine, remontant au XVIe siècle, est née de la nécessité de l'approvisionnement en eau des zones des collines du Viminal et du Quirinal, à l'époque, mal desservis. A cette fin, de nombreuses fontaines ont été construites. 
Celle ci a été conçue par Giacomo Della Porta en 1589 comme simple fontaine « locale » pour la désormais disparue piazza Montanara (située entre le Capitole et le Théâtre de Marcellus jusqu'aux années trente du XXe siècle) ou elle est d'abord placée. Le caractère populaire et utilitariste de la fontaine est évident dans ses modestes dimensions, et dans sa forme, avec un simple bassin central rond, décoré avec le soleil, insigne du pape.

### La construction et les remaniements
En 1696, la fontaine originale a été surélevée par un deuxième bassin plus petit, avec un jet central soutenu par une balustrade. La structure de soutien du bassin a été décorée par quatre masques grotesques. 
En 1829, la partie basse est substituée à la précédente : les blasons pontificaux existants ont été remplacés par ceux des trois Conservateurs et des quatre magistrats de la ville en charge à l'époque (Paolo Carandini, Odoardo De' Quintili, Paolo Martinez, Pietro De' Vecchi), identifiés par l'archéologue Carlo Pietrangeli. La présence des armoiries des Conservateurs sur un monument public est importante d'un point de vue historique, car c'est l'un des exemples les plus significatifs de ce type dans la ville. Les Conservateurs avaient leur bureau de représentation sur le Capitole, dans le Palazzo dei Conservatori, près de l'emplacement d'origine de la fontaine elle-même.

### Emplacement
À l'origine, la fontaine était placée au centre de la piazza Montanara, juste en face du théâtre de Marcellus. En 1932, cependant, en raison des travaux de transformation urbaine de l'ensemble de la zone (qui comprenait, notamment, l'ouverture de la route maritime, aujourd'hui, la via del Teatro Marcello), la piazza Montanara a complètement disparu de la topographie de la ville. L’œuvre, par conséquent, a été placée dans le  « Giardino degli Aranci », sur la colline de l'Aventin, pendant environ quarante ans. 
Enfin, en 1973, elle a été installée à son emplacement actuel, sur la petite place de San Simeon.
La fontaine est actuellement en attente de restauration.